# Ferran Maria de Baviera
|  | Per a altres significats, vegeu «Ferran Maria de Baviera (infant d'Espanya)». |

Ferran Maria o Ferran I de Baviera (31 d'octubre de 1636, Múnic - Palau de Schleissheim, 1679) fou elector de Baviera des del 1654 fins a la seva mort.
Nat a la ciutat de Múnic, capital de Baviera, era fill de l'elector Maximilià I de Baviera i de l'arxiduquessa Maria Anna d'Àustria. Ferran Maria era net per via paterna del duc Guillem V de Baviera i de la princesa Renata de Lorena, mentre que per via materna ho era de l'emperador Ferran II, emperador romanogermànic i de la princesa Maria Anna de Baviera.

## Núpcies i descendents
El dia 8 de desembre de 1650 contragué núpcies amb la princesa Enriqueta Adelaida de Savoia, filla del duc Víctor Amadeu I de Savoia i de la princesa Cristina de França. La parella tingué set fills:
- SAR la princesa Maria Anna de Baviera, nada a Múnic el 1660 i morta a Versalles el 1690. Es casà amb el gran delfí Lluís de França.
- SM l'elector Maximilià II Manuel de Baviera, nat a Múnic el 1662 i mort a Múnic el 1726. Es casà en primeres núpcies amb l'arxiduquessa Maria Antònia d'Àustria i amb segones núpcies amb la princesa Teresa Cunegunda Sobieski.
- SAR la princesa Lluïsa Margarida de Baviera.
- SAR el príncep Lluís Amadeu de Baviera.
- SAR el duc Kajetan Maria de Baviera.
- SAR el príncep Josep Climent de Baviera, elector de Colònia. Nat a Baviera el 1671 i mort a Colònia el 1727.
- SAR la princesa Violant Beatriu de Baviera.

## Trajectòria política
Heretà l'electorat de Baviera l'any 1651 i tres anys després, el 1654, fou coronat elector bavarès a Múnic. El seu absolutisme a l'hora de governar destacà en l'Alemanya de la seva època.
Durant el seu regnat, el barroc italià fou introduït a Baviera i es procedí a la construcció de cèlebres edificacions a Múnic. Així, l'any 1664 es procedí a la construcció del Palau de Nymphenburg a les proximitats de la capital bavaresa.

## Mort
Mort al Palau de Schleissheim l'any 1679 fou enterrat a la cripta de l'Església Theatiner de Múnic que ell mateix havia manat construir. Fou succeït pel seu fill, l'elector Maximilià II Manuel de Baviera.